# Ràdio Miramar de Badalona
Ràdio Miramar de Badalona EAJ-39, va ser una emissora de ràdio que nasqué a partir de l'esforç del badaloní Joan Vidal i Prat (1893-1975).

## Història
Inicià les seves emissions de forma regular el 13 de novembre de 1933, després de fer durant aquell any diverses emissions en proves, amb el nom d'EAJ 39 Radio Badalona, i el cognom de «l'emissora de la Costa».
Els primers locutors foren Anna Barbosa i el seu germà, Jaume Barbosa.
El 1936, durant la Guerra Civil, l'emissora va ser requisada, i passà a denominar-se Radio CNT-FAI. Per les lluites partidistes amb el PSUC, finalment va ser desmuntada i portada a Barcelona.
Després de la Guerra Civil i diverses peripècies, va tornar a emetre aquell mateix any. Dins la programació es va posar en marxa el disc dedicat, la gent de Badalona pagava cinc pessetes perquè es radiés el disc escollit. Eren els locutors d'aquesta etapa en Joaquim Compte, la Maria Escrihuela i l'Antonio Martínez.
En aquests anys passa la propietat a una empresa i es trasllada l'emissora a la Torre Mena, al barri de Sant Antoni de Llefià i es fan uns estudis a la plaça Catalunya de Barcelona canviant l'indicatiu a Radio Miramar EAJ-39.
Finalment, l'any 1961 un nou canvi d'accionariat, fruit d'una reclamació judicial, torna a portar Joan Vidal a la direcció de l'emissora fins que es va jubilar l'any 1970. El 1975, a causa d'una nova legislació, es torna a fer la inscripció de l'emissora, aquest cop amb el nom de Radio Miramar de Barcelona EAJ-39, i s'instal·la una antena més potent a uns terrenys del barri de les Guixeres.
La programació va ser eminentment musical; en destacaven programes dirigits als nouvinguts d'aquells anys: Andalucía en Cataluña i Radioscope, de Salvador Escamilla, en català. També va destacar el programa d'informació Badalona al dia sobre notícies locals, dirigit per Estanis Alcover.